# Belisario (nome)
Belisario  è un nome proprio di persona italiano maschile.

## Varianti
- Maschili: Bellisario[1]
- Femminili: Belisaria[1][2]

### Varianti in altre lingue
- Albanese: Velizar
- Catalano: Belisari[3]
- Ceco: Belisar
- Croato: Belizar
- Francese: Bélisaire
- Georgiano: ველისარიუსი (Velisariusi)
- Greco bizantino: Βελισάριος (Belisarios)[1]
- Greco moderno: Βελισσάριος (Velissarios), Βελισάριος (Velisarios)
- Latino: Belisarius[1]
- Lituano: Belisarijus
- Polacco: Belizariusz
- Portoghese: Belisário
- Rumeno: Belisarie
- Russo: Велисарий (Velisarij)
- Serbo: Велизар (Belizar)
- Slovacco: Belisar
- Spagnolo: Belisario[3]
- Tedesco: Belisar
- Ucraino: Велізарій (Velizarij)
- Ungherese: Belizár

## Origine e diffusione
Continua, tramite il latino Belisarius, il nome greco Βελισάριος (Belisarios); l'etimologia è oscura, forse illirica, anche se alcune fonti postulano un collegamento con il termine greco βέλος (belos), "dardo", "freccia", col significato di "arciere".
Il nome è noto in particolare per essere stato portato da Belisario, generale bizantino al servizio di Giustiniano; la sua diffusione in Italia, comunque scarsissima, è dovuta in particolare alla tragedia di Donizetti del 1836 Belisario: negli anni settanta si contavano circa settecento occorrenze del nome, sparse tra il Nord e il Centro, con più alta frequenza in Toscana e Lazio.

## Onomastico
In quanto nome adespota (non vi è infatti alcun santo patrono così chiamato), l'onomastico può essere eventualmente festeggiato il 1º novembre, giorno di Ognissanti.

## Persone
- Belisario, generale bizantino

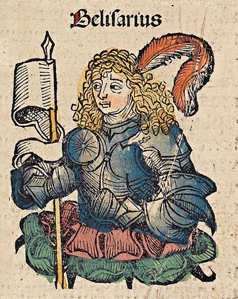
Belisario

- Belisario Acquaviva, condottiero e letterato italiano
- Belisario Betancur Cuartas, politico colombiano
- Belisario Clemente, patriota e politico italiano
- Belisario Corenzio, pittore italiano
- Belisario Cristaldi, cardinale italiano
- Belisario Domínguez, medico e politico messicano
- Belisario Gioja, pittore italiano
- Belisario Randone, sceneggiatore e regista italiano
- Belisario Vinta, politico italiano

### Variante Velizar
- Velizar Černokožev, pallavolista bulgaro
- Velizar Dimitrov, calciatore bulgaro
- Velizar Iliev, pentatleta bulgaro naturalizzato statunitense

## Il nome nelle arti
- Belisario Malvurio è un personaggio della commedia teatrale Non è vero... ma ci credo di Peppino de Filippo e del film, diretto da Sergio Grieco.